# Otou Kodjo Aïd
Otou Kodjo Aïd, est un entrepreneur d'origine togolaise. Il est le promoteur de Edole Africa,,,.

## Biographie
Né d'un père entrepreneur en BTP, Otou Kodjo Aïd a été exposé à ce domaine d'activité tôt. Après avoir obtenu son baccalauréat scientifique, il décroche sa licence en génie civile. En 2016, il fonde avec un ami, africaine construction. En 2018, il crée l'entreprise archange construction. Il est le fondateur de edole africa sarl qui est basée à Lomé au Togo, l'entreprise se consacre aux métiers du BTP,,,,.

### Edole Africa
Mise en place le 22 décembre 2020, edole africa est une plateforme digitale de prestations de services relatives à la main d'œuvre qualifiée, de moyens matériels, des matériaux de construction et d'une expertise technique pour tous travaux de Bâtiment et Travaux Publics. En un an, la plateforme a  créé 8 emplois directs et plus de 1000 emplois indirects,,.
Le 29 février 2024, edole africa a lancé ses opérations en Côte d'Ivoire,.